# Tempio ipetro

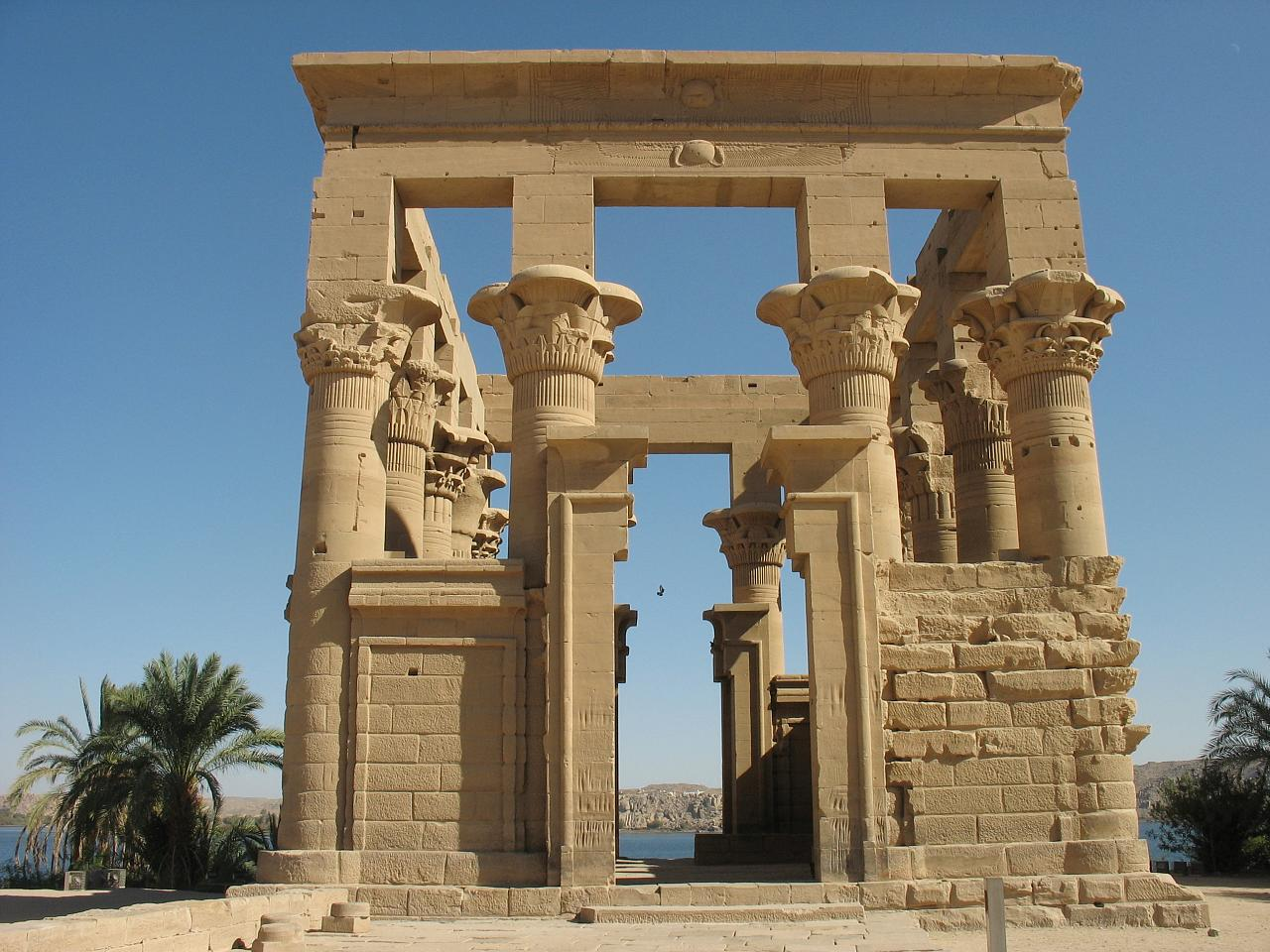
Il Chiosco di Traiano

Ipètro (dal greco ὕπαιθρος: da υπό, sotto e αίθρα, cielo, letteralmente 'a cielo aperto', privo di copertura) è la conformazione particolare di un tipo di templi antichi circondati da una peristasi di colonne, ma privo di copertura sulla parte centrale (cella o navata centrale o naos). Estensivamente l'aggettivo ipetro può riferirsi ad un edificio totalmente o parzialmente scoperto.
Il suo utilizzo non è frequente ed è generalmente legato a dimensioni talmente colossali da rendere impossibile la realizzazione della struttura lignea del tetto. Risulta difficile, dalle risultanze archeologiche, identificare con certezza esempi di tale tipologia. Tuttavia il tempio ipetro (o ipetrale) è ricordato da Vitruvio nel De architectura, dove tra l'altro si dice che il cortile (a cielo aperto) posto al centro della cella presentava sui quattro lati due ordini sovrapposti di colonne («columnas in altitudine duplices»).
Pur affermando che in Roma non se ne trovava alcuno, Vitruvio riportava come esempio l'Olympieion di Atene, probabilmente erroneamente secondo gli archeologi moderni.
Relativamente alle risultanze archeologiche, sono state avanzate varie ipotesi per identificare come ipetri l'Artemision di Efeso, l'Olympieion di Agrigento, il tempio di Segesta, il Tempio G di Selinunte.